# 사하라어족
사하라어족(Saharan languages)은 사하라 동부 지역에서 쓰이는 적은 수의 언어들로 이루어진 어족이다. 주요한 언어로 차드 호 주변에서 사용되는 카누리어(화자 950만명), 차드와 니제르에서 쓰이는 다자가어(화자 70만명), 차드와 수단에서 쓰이는 자가와어(화자 35만명) 등이 있다.
논쟁적이지만 나일사하라어족에 속한다고 여겨져 왔다. Václav Blažek (2007)에 의해 사하라 언어들의 비교 어휘 목록이 완성되었다. 로저 블렌치는 송가이어와의 근연관계를 주장하며 나일사하라어족에서 송가이-사하라어파가 성립한다고 보았다.

## 분류
- 동부
  - 베르티어†
  - 자가와어
- 서부
  - 카누리어군
    - 카누리어
    - 카넴부어

  - 테부어군
    - 다자어
    - 테다어